# Масбате (провінція)
Масбате (себ.: Lalawigan sa Masbate; вар.: Probinsya han Masbate; бік.: Probinsya kan Masbate; філ.: Lalawigan ng Masbate) — острівна провінція Філіппін, розташована в регіоні Бікол. Адміністративним центром є місто Масбате. Провінція розташована на островах Масбате, Тікао та Буріас, на стику двох острівних груп Філіппінського архіпелагу: острівної групи Лусон та Вісайських островів.
Адміністративно провінція Масбате поділяється на 20 муніципалітетів та одне незалежне місто. Населення провінції згідно перепису 2015 року становило 892 393 осіб.
Основними галузями економіки є сільське господарство (зокрема, тваринництво і птахівництво) та рибна промисловість. Основними сільськогосподарськими культурами є рис, кукурудза, кокос. Дуже поширеним є вирощування великої рогатої худоби.